# Superfest
Superfest, conosciuto anche come CV-Glas o Ceverit, era una marca di bicchieri nella DDR. Essendo realizzati in vetro rinforzato chimicamente, erano quasi indistruttibili. I bicchieri Superfest furono prodotti tra il 1980 e il 1990 nell'allora Sachsenglas Schwepnitz di proprietà statale.